# Mārtiņš Skirmants
Mārtiņš Skirmants, né le 7 décembre 1977, à Riga, en République socialiste soviétique de Lettonie, est un ancien joueur letton de basket-ball. Il évolue durant sa carrière au poste de pivot.